# Malalichannenahalli, Tarikere
Malalichannenahalli là một làng thuộc tehsil Tarikere, huyện Chikmagalur, bang Karnataka, Ấn Độ.